# Dolinska
Dolinska (en ucraïnès Долинська i en rus Долинская) és una ciutat de la província de Kirovohrad, Ucraïna. El 2021 tenia 18.460 habitants. Fins al 18 de juliol del 2020 Dolinska fou el centre administratiu del districte homònim, però aquest districte quedà abolit el juliol del 2020 com a part de la reforma administrativa d'Ucraïna, que reduí el nombre de districtes de la província de Kirovohrad a quatre. L'àrea d'aquell districte es fusionà amb el districte de Kropivnitski.